# Wilhelm Meisel
Wilhelm Meisel (* 4 de noviembre de 1893 en Zwickau; † 7 de septiembre de 1974 en Müllheim (Baden)) fue un marino alemán que llegó a almirante en la Segunda Guerra Mundial y desde el 1 de mayo de 1944 fue jefe de la Jefatura Marina de Guerra (Seekriegsleitung).

## Vida
Después de la Pascua de 1904, Meisel estudió en el Instituto Rey Alberto de Leipzig, el 1 de abril de 1913 ingresó como guardiamarina en la Marina Imperial alemana y superó la formación elemental en el crucero protegido SMS Hertha. Estudió para oficial desde el 1 de abril al 1 de agosto de 1914 en la Escuela Naval Mürwik en Flensburg-Mürwik, donde el 3 de abril de 1914 fue ascendido a alférez de fragata. Al estallar la Primera Guerra Mundial lo destinaron el 2 de agosto de 1914 a bordo del crucero protegido SMS Moltke y el 1 de febrero de 1915 al crucero ligero 1915 SMS Stralsund. El 18 de septiembre de 1915 fue ascendido a Leutnant zur See -empleo inferior al de alférez de navío- y el 25 de noviembre destinado como ayudante al crucero auxiliar SMS Möve. Después de dos patrullas de guerra, fue destinado como oficial de guardia el 1 de abril de 1917 a la 10.ª Flotilla de Torpederos y el 15 de diciembre a la 7ª Flotilla, con la que fue internado tras el fin de la guerra en Scapa Flow.
Después del hundimiento de la flota imperial de alta mar en Scapa Flow, Meisel fue prisionero de guerra de los británicos del 21 de junio de 1919 al 31 de enero de 1920, siendo allí ascendido a alférez de navío el 7 de enero de 1920. Tras su regreso a Alemania quedó a disposición del jefe de la Estación Naval del Mar del Norte y el 1 de marzo de 1920 se le destinó como oficial de guardia a la 1ª Flotilla de Torpederos. El 31 de octubre de 1920 le nombraron comandante lugarteniente del torpedero T 156 y del 10 de marzo de 1921 al 12 de octubre de 1923 Meisel fue comandante de la 2ª Semiflotilla de Torpederos. Luego se le destinó como oficial de enlace el 13 de octubre de 1923 al Estado Mayor del Comandante de las Fuerzas Navales del Báltico y el 1 de agosto de 1925 ascendió a teniente de fragata. Del 12 de abril al 22 de agosto de 1926 quedó a disposición del jefe de la Dirección Naval (Marineleitung) y hasta el 31 de marzo de 1927 fue nombrado director del Departamento de Pruebas de Nuevos Torpederos. De allí fue destinado a la Sección de Formación de la Dirección Naval y del 6 de octubre de 1927 al 23 de marzo de 1929 al departamento (oculto por prohibirlo el Tratado de Versalles) de Formación de Oficiales de Estado Mayor (Führergehilfenausbildung). Tras quedar de nuevo disponible, el 18 de agosto de 1929 se le asignó a la Unidad de Instrucción del crucero ligero Karlsruhe.
Después de quedar alistado el crucero el 6 de noviembre de 1929, Meisel queda en él como oficial de torpedos y ayudante. El 26 de septiembre de 1931 se hace cargo del mando de la 2ª Semiflotilla de Torpederos y el 1 de octubre de 1932 asciende a capitán de corbeta. Dejará el mando al ser destinado el 5 de octubre de 1933 como oficial del estado mayor del Comandante de Torpederos. El 2 de octubre de 1934 pasa destinado como profesor a la Academia Naval, en la que permanece hasta el 13 de marzo de 1937, desde el 1 de octubre de 1936 con el empleo de capitán de fragata. Del 15 de julio al 5 de noviembre de 1937 asume el mando de la Flotilla de Vanguardia y luego de la 2ª Flotilla de Torpederos. El 6 de diciembre pasa a la Escuela de Submarinos como lugarteniente y del 17 de febrero al 13 de abril de 1938 como comandante. Del 14 de abril al 5 de septiembre de 1938 queda a disposición del Comandante de Torpederos, siendo destinado del 16 al 30 de junio de 1938 a la Construcción e Instrucción de Destructores en el astillero Deschimag y ascendiendo el 1 de agosto de 1938 a capitán de navío. Por un tiempo se le destinó al estado mayor del Comandante de Cruceros Blindados (apodados acorazados de bolsillo) y el 26 de octubre de 1938 fue nombrado jefe de la 1ª Flotilla de Destructores, a la que entre otras se le asignaron misiones de protección naval durante la Guerra Civil Española.
En ese puesto siguió Meisel al comienzo de la Segunda Guerra Mundial hasta que el 28 de octubre de 1939 lo destinaron como jefe del estado mayor del Comandante de Seguridad del Báltico en Swinemünde. En 4 de septiembre de 1940 Meisels fue nombrado comandante del crucero pesado Admiral Hipper, con el que emprendió varias campañas de guerra comercial en el Atlántico y el Ártico, siendo ascendido a contraalmirante el 1 de septiembre de 1942 en Noruega. Poco después, el 8 de noviembre, dejó el mando del Admiral Hipper y pasó hasta el 10 de febrero de 1943 al Comando del Grupo Naval Oeste como jefe de Estado Mayor. Allí fue ascendido el 1 de febrero de 1943 a vicealmirante. El 21 de febrero de 1943 pasó como jefe de Estado Mayor del Mando de Guerra Naval (Seekriegsleitung) al Comando Supremo de la Armada (Oberkommando der Kriegsmarine, OKM), siendo nombrado el 1 de mayo de 1944 jefe de la Seekriegsleitung. Entremedias, el 1 de abril de 1944 había ascendido a almirante.
Meisel permaneció en su puesto tras la capitulación alemana y a fines de mayo de 1945, en el Distrito Especial de Mürwik, fue hecho prisionero de guerra por los británicos, que lo soltaron el 21 de enero de 1947.
A fines de los años 40, Meisel reunió en torno a sí y del capitán de navío retirado Heinz Aßmann el llamado Círculo de Meisel en Hamburgo: Un amplio círculo de oficiales y almirantes de la antigua Kriegsmarine que se ocuparon de preparar la futura Armada alemana y trataron sobre todos los temas relativos a ella en reuniones regulares. El resultado del trabajo de ese Círculo de Meisel fue el "Memorándum de Bremerhaven", que con el título de "Reflexiones de antiguos soldados alemanes sobre la reconstrucción de unas nuevas Fuerzas Armadas alemanas", se publicó en diciembre de 1950. Muchos de los miembros del Círculo de Meisel hicieron después carrera en la Bundesmarine fundada en 1955.

## Condecoraciones
- Cruz de Hierro (1914) de 2ª y 1ª Clase
- Cruz de Caballero de 2ª Clase de la Orden de Alberto con Espadas
- Cruz Hanseática de Hamburgo
- Cruz Española de Plata
- Broche para la Cruz de Hierro de 2ª y 1ª Clase
- Cruz de Caballero de la Cruz de Hierro el 26 de febrero de 1941[3]
- Medalla de Guerra de la Flota el 1 de noviembre de 1941
- Orden del Sol Naciente de 2ª Clase